# كريس غيمل
كريس غيمل (بالإنجليزية: Kris Gemmell)‏ هو تريثلت نيوزيلندي، ولد في 28 أبريل 1977 في بالميرستون نورث في نيوزيلندا.

## وصلات خارجية
- كريس غيمل على موقع اتحاد الترياتلون الدولي (الإنجليزية)
- كريس غيمل على موقع IAT Triathlon Database (الإنجليزية)
- كريس غيمل على موقع أوليمبيديا (الإنجليزية)
- كريس غيمل على موقع اللجنة الأولمبية النيوزيلندية (الإنجليزية)
- كريس غيمل على موقع اتحاد ألعاب الكومنولث (مؤرشف) (الإنجليزية)